# Daniel Finlayson
Daniel Finlayson (* 19. Januar 2001) ist ein schottisch-nordirischer Fußballspieler, der in der Scottish Championship beim FC Livingston unter Vertrag steht.

## Karriere

### Verein
Daniel Finlayson stammt aus Schottland, ist aber durch seine nordirische Großmutter auch für den nordirischen Fußballverband spielberechtigt.
Ab der U17-Altersklasse spielte er für die Glasgow Rangers. Mit der U19 der „Rangers“ nahm er in der Saison 2019/20 an der UEFA Youth League teil. In fünf Partien gelangen ihm als Innenverteidiger zwei Tore, womit er der Mannschaft zum Erreichen der Play-offs verhalf. Im Anschluss daran wurde Finlayson ab Februar 2020 in die USA zum dortigen Zweitligisten Orange County SC verliehen. Für den Verein aus dem kalifornischen Irvine absolvierte er 12 Ligaspiele in der Saison 2020.
Im Oktober 2020 kehrte Finlayson nach Glasgow zurück. Wenige Tage nach seiner Rückkehr wurde der 19-Jährige für die restliche Spielzeit 2020/21 an den Ligakonkurrenten FC St. Mirren verliehen, der eine Kaufoption besaß und ihn im Anschluss an die Leihe fest verpflichtete. Am 21. April 2021 gab Finlayson sein Debüt bei den „Saints“ in der Scottish Premiership, als er gegen Ross County für Richard Tait eingewechselt wurde. Im Oktober 2021 wurde er für die restliche Saison 2021/22 an den Viertligisten Kelty Hearts sowie anschließend im Sommer 2022 für die folgende Saison 2022/23 an den nordirischen Meister Linfield FC ausgeliehen.

### Nationalmannschaft
Daniel Finlayson spielte in den Jahren 2018 und 2019 insgesamt zehn Mal in der nordirischen U19-Nationalmannschaft. Im Juni 2021 debütierte er für die nordirische U21-Auswahl in einem Freundschaftsspiel gegen Schottland.